# トヨタ・カムリソラーラ
カムリ ソラーラ（CAMRY SOLARA）は、トヨタ自動車（米国トヨタ自動車販売）によって北米にて生産・販売された、2ドアクーペおよび2ドアコンバーチブルである。

## 概要
カムリを基盤とし、カムリのクーペ仕様であるXV10型カムリクーペ（日本ではセプタークーペとして販売）の後継車として発売された。先代よりスタイリッシュでスポーティなデザインを採用し、サスペンションとエンジンもチューニングした。クーペは1998年後半に1999年モデルイヤーとして発売され、コンバーチブルは2000年にセリカクーペの後継車として発売された。生産はアメリカ合衆国のトヨタ・モーター・マニュファクチャリング・ケンタッキー（TMMKとカナダのトヨタ・モーター・マニュファクチャリング・カナダ（TMMC）で行われた。

2代目は2003年にクーペが2004年モデルイヤーとして発売され、コンバーチブルは2004年春に2005年モデルイヤーとして発売された。2008年12月に生産が終了、翌2009年に販売が終了した。

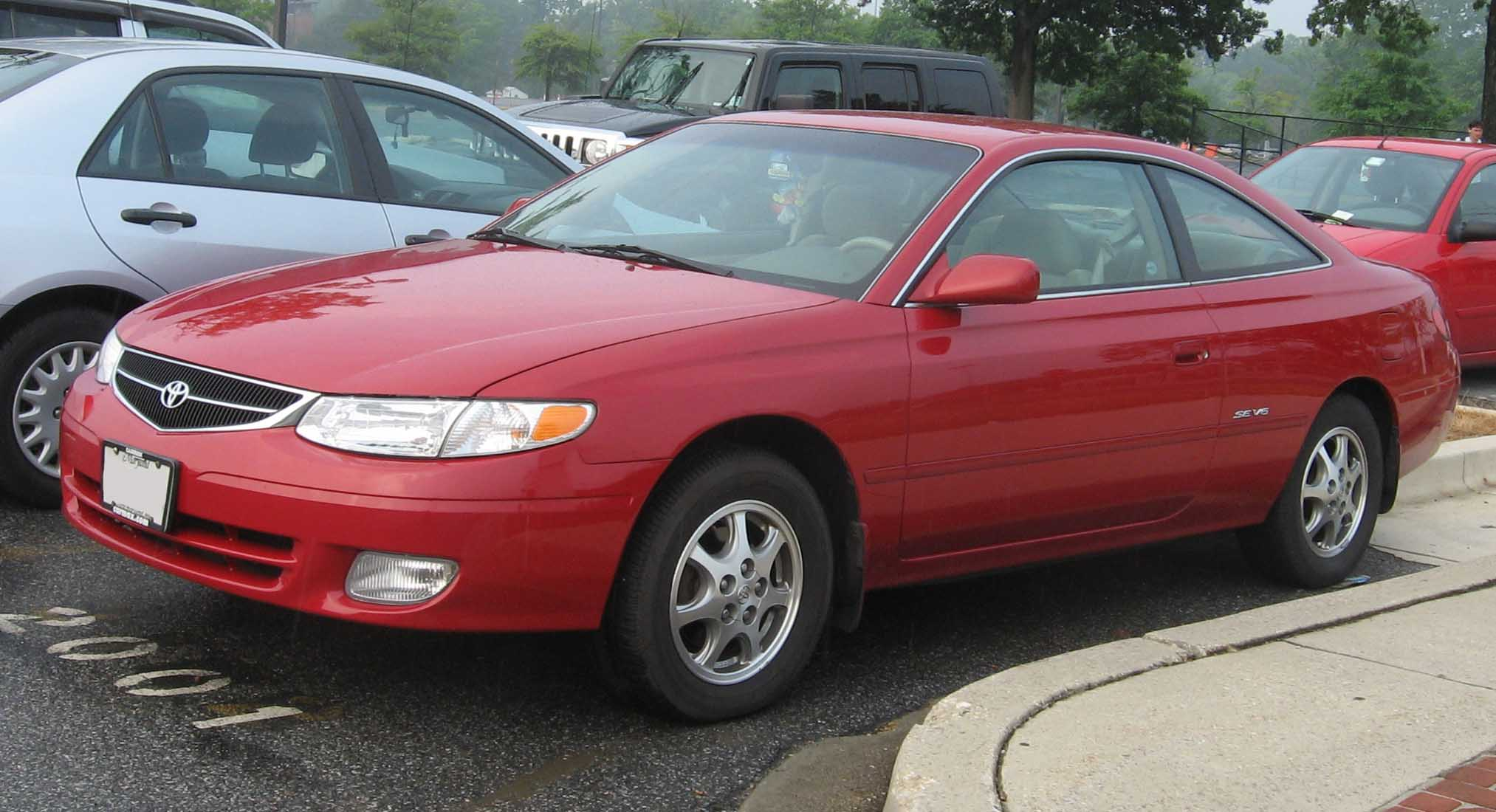
初代ソラーラ（フェイスリフト前）

## 初代（1999年-2004年）XV20型
1998年に1999イヤーモデルとして発売された。エンジンはセダン同様直列4気筒2,200 ccの5S-FEとV型6気筒3,000 ccの1MZ-FEが設定され、5速MTまたは4速ATが組み合わされた。駆動方式はFFのみ。
2001年マイナーチェンジ。直4エンジンを2,400 ccの2AZ-FEに変更。

## 2代目（2004年-2009年）XV30型
2004年登場。ヘッドランプがさらに吊り目状となり、V6エンジンが3,300 ccの3MZ-FEに変更された。また、新たにマニュアルモード付き5速ATが設定された。シート（トリムレベル）は6種類が用意されている。2007年モデルでフォグランプ形状やリアエンブレムなどが変更され、リアコンビネーションランプのLED化などが行われた。
ソラーラの生産終了と入れ替わるように、ケンタッキー工場ではカムリのプラットフォームを用いたクロスオーバーSUVの初代ヴェンザ（2008 - 2017）の生産が開始されている。

### クーペ
- トヨタ カムリソラーラクーペ（初代） - トヨタ自動車公式企業サイト内のページ。
- トヨタ カムリソラーラクーペ（2代目） - 同上。

### コンバーチブル
- トヨタ カムリソラーラコンバーチブル（初代） - トヨタ自動車公式企業サイト内のページ。
- トヨタ カムリソラーラコンバーチブル（2代目） - 同上。